# Manuela Velasco
Manuela Velasco Díez (Madrid, 23 ottobre 1975) è un'attrice e conduttrice televisiva spagnola.

## Biografia
Manuela si è resa nota al grande pubblico grazie all'interpretazione della reporter Ángela Vidal nel film horror spagnolo Rec, del 2007, grazie al quale ha vinto un Premio Goya, nel suo sequel, Rec 2 del 2009 e nel quarto e ultimo capitolo della saga cinematografica horror, Rec 4: Apocalypse.

## Filmografia

### Televisione

#### Come presentatrice televisiva
- Local de musica (1999-2000) su Localia TV.
- Los 40 principales (2000 - 2005) su Canal+.
- Del 40 al 1 (2003 - 2005) su Canal+.
- Cuatrosfera (2005 - 2007) su Cuatro TV.
- Brainiac (2007 - 2008) su Cuatro TV.
- Oscars 2010 (2010) su Canal+.

#### Serie televisive
- Los desastres de la guerra (1983).
- Éste es mi barrio (1996).
- A las once en casa (1998).
- Médico de familia (1998).
- Camino de Santiago (1999).
- El comisario (1999) nel ruolo di Carola.
- Hospital Central (2000) nel ruolo di Eva.
- Policías, en el corazón de la calle (2000) nel ruolo di Novia de Sergio.
- El grupo (2000).
- Un chupete para ella (2000) nel ruolo di Alba.
- Manos a la obra (2001).
- Géminis, venganza de amor (2002-2003, 23 episodi) nel ruolo di Beatriz.
- Cuéntame como pasó (2003-2005, 2 episodi) nel ruolo di Chica Hippie.
- El síndrome de Ulises (2007, 1 episodio).
- Doctor Mateo (2009, 7 episodi) nel ruolo di Julia Muñiz.
- La chica de ayer (2009, 8 episodi) nel ruolo di Ana Valverde.
- Águila Roja (2010, 2 episodi) nel ruolo di Eugenia de Molina.
- Ángel o demonio (2011, 1 episodio) nel ruolo di Sandra Alcocer.
- Aída (2012-2014) nel ruolo di Ainhoa Díaz Serrano.
- Velvet (2014-2016) nel ruolo di Cristina Otegui.
- Traición (2017-2018) nel ruolo di Isabel Fuentes.
- Velvet Collection (2018) nel ruolo di Cristina Otegui.
- Mentiras (2020) nel ruolo di Catalina "Cata" Munar.
- Per sempre (2020-2021) nel ruolo di Maica Vélez.
- Express (2022-2023) nel ruolo di Terapeuta.
- Valle salvaje (2024) nel ruolo di Pilara.
- La agencia (2025) nel ruolo di Andrea.

### Serie di internet
- Hienas (2007-2008) nel ruolo di Ana
- Amazing Mask (2009) nei ruoli di Perdita González e di Reporter

### Cinema
- La legge del desiderio (1987) ... Ada
- El Juego más divertido (1988) ... Niña
- Comunicación (2001) ... Amiga
- School Killer (2001) ... Patricia
- Sant'Antonio di Padova (2002)
- Atraco a las 3... y media (2003)
- El club de los suicidas (2007) ... Andrea
- Rec (2007) ... Angela Vidal
- Sangre de mayo (2008)
- Pérez 2 (2008) ... Periodista
- Rec 2 (2009) ... Angela Vidal
- Amigos..., regia di Marcos Cabotá e Borja Manso (2011) ... Miranda
- Holmes & Watson. Madrid Days, regia di José Luis Garci (2012) ... Elena
- Rec 4: Apocalypse (2014) ... Angela Vidal
- Cuento de verano, regia di Carlos Dorrego (2015) ... Chica
- Antes de la quema, regia di Fernando Colomo (2019) ... Rosario

## Doppiatrici italiane
- Elisabetta Spinelli in Rec - La paura in diretta, Rec 2, Rec 4: Apocalypse
- Paola Majano in Velvet (stagioni 3-4), Velvet Collection
- Francesca Rinaldi in La legge del desiderio
- Laura Lenghi in Velvet (stagioni 1-2)
- Federica De Bortoli in Mentiras

## Teatro
- Todos eran mis hijos (2010) nel ruolo di Annie.
- Alma de dios (2010)
- Feelgood (2013)
- Bajo terapia (2015)
- El Banquete (2018)
- Ricardo III (2019)
- La bella Dorotea (2022)
- La violación de Lucrecia (2023)

## Riconoscimenti
- 2007 – Premio Goya
  - Premio Goya per la migliore attrice rivelazione per Rec
- 2007 – Unión de Actores
  - Candidatura al premio per la migliore attrice rivelazione per Rec
- 2007 – Círculo de Escritores Cinematográficos
  - Candidatura al premio per la migliore attrice rivelazione per Rec
- 2010 – Festival del cinema di Sitges
  - Premio per la migliore attrice per Rec
- 2010 – Fotogrammi d'argento
  - Candidatura al premio per la miglior attrice di teatro per Todos eran mis hijos
- 2010 – Premios Ercilla
  - Candidatura al premio rivelazione per Todos eran mis hijos (2010)